# Climatico
Climaticoは、世界中の最新の気候変動政策を分析、報告するために設立された調査グループである。Climaticoは、世界で唯一のG20の気候変動政策の調査グループである。調査メンバーは、例外を除きオックスフォード大学又はロンドン・スクール・オブ・エコノミクス(LSE)の大学院の卒業生である。
Climaticoは、世界中、特に気候変動における主要国における気候政策に関するアクションの研究を行っている。主要国には、20か国財務大臣・中央銀行総裁会議（G20財務大臣・中央銀行総裁会議）国（アルゼンチン、オーストラリア、ブラジル、カナダ、中国、フランス、ドイツ、インド、インドネシア、イタリア、日本、メキシコ、ロシア、サウジアラビア、南アフリカ、韓国、トルコ、イギリス、および欧州連合）が含まれる。